# Takesure Chinyama
Takesure Chinyama (Harare, 30 settembre 1982) è un ex calciatore zimbabwese, di ruolo attaccante.
È stato il primo non europeo ad esser capocannoniere dell'Ekstraklasa.

## Carriera
Nell'autunno del 2006 è andato in prova al Legia Varsavia, che però ha deciso di non acquistarlo. 
Nell'estate del 2007 firma un triennale per il Legia Varsavia e gioca insieme al connazionale Dickson Choto. A giugno del 2011 si svincola dal Legia Varsavia.
Nel gennaio 2012 torna in patria per militare nel Dynamos.

## Palmarès

### Club
- Coppa di Polonia: 2

Legia Varsavia: 2007-2008, 2010-2011
- Supercoppa di Polonia: 1

Legia Varsavia: 2008

### Individuale
- Capocannoniere del campionato polacco: 1

2008-2009 (19 gol)